# Picos (kommunhuvudort)
Picos är en kommunhuvudort i Kap Verde.   Den ligger i kommunen Concelho de São Salvador do Mundo, i den södra delen av landet, 21 km nordväst om huvudstaden Praia. Picos ligger 432 meter över havet och antalet invånare är 3 778. Den ligger på ön Santiago.
Terrängen runt Picos är kuperad. Närmaste större samhälle är Santa Cruz, 8,9 km nordost om Picos. 
Omgivningarna runt Picos är en mosaik av jordbruksmark och naturlig växtlighet. Runt Picos är det tätbefolkat, med 266 invånare per kvadratkilometer.